# Juegos Olímpicos de Estocolmo 1912
Los Juegos Olímpicos de Estocolmo 1912, oficialmente conocidos como los Juegos de la V Olimpiada, fue un evento multideportivo celebrado en la ciudad de Estocolmo, capital de Suecia, entre el 5 de mayo y el 27 de julio de 1912. Participaron 2407 atletas —2359 hombres y 48 mujeres— provenientes de 28 países, los cuales compitieron en 102 especialidades pertenecientes a 14 deportes olímpicos. A excepción de los eventos de tenis —que comenzaron el 5 de mayo— y los de fútbol y tiro —que lo hicieron el 29 de junio—, todos los demás se iniciaron después de la inauguración oficial, que se llevó a cabo el 6 de julio.
Esta edición fue la primera en la que se celebraron eventos de arte, decatlón y pentatlón —ambas pruebas ganadas por Jim Thorpe—, saltos femeninos y natación femenina. Además, se incluyeron importantes avances tecnológicos a la hora de cronometrar en las pruebas de atletismo.
Las medallas se repartieron en su mayoría entre las delegaciones de Suecia y Estados Unidos. Los locales se impusieron en el medallero global con 65 medallas totales, mientras que los estadounidenses fueron los más exitosos en cuanto a medallas de oro, con 25.

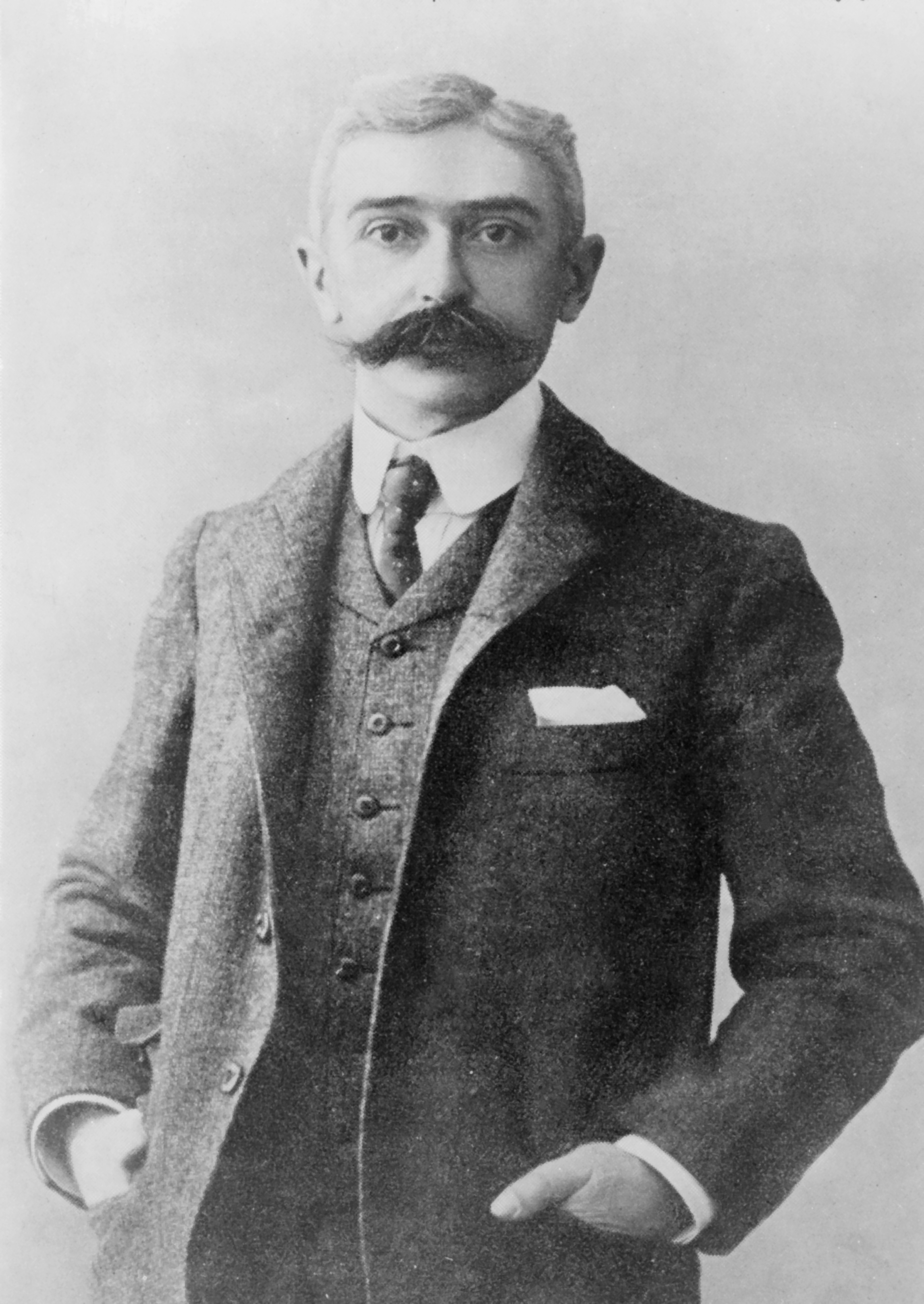
Pierre de Coubertin quería que esta edición fuese más digna que la de 1908.

## Antecedentes y elección

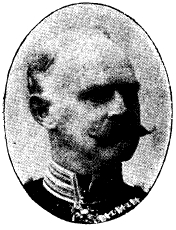
Viktor Balck que, junto a von Rosen, presentó la propuesta ante el COI.

Tras acabar los Juegos Olímpicos de 1908 celebrados en Londres, Suecia mostró un gran interés en organizar la próxima edición. Había dos miembros suecos del Comité Olímpico Internacional —COI— en ese momento, Viktor Balck y Clarence von Rosen. Estos se lo propusieron a las autoridades suecas de atletismo y gimnasia con el fin de que aceptaran cualquier oferta de importancia. El 18 de abril de 1909, las asociaciones nacionales dieron su apoyo para la oferta de albergar los Juegos Olímpicos en Estocolmo, teniendo en cuenta que se podrían hacer importantes acuerdos financieros. Dicha oferta se presentó ante el rey Gustavo V el 6 de mayo de 1909 junto con los planes preliminares, en los que constaba que el presupuesto sería de aproximadamente unas 415 000 coronas suecas —equivalentes a 48 000 €—. El gobierno, secundado por el rey, aceptó organizar el evento.
El 28 de mayo, el COI se reunió en Berlín en la que fue la décima sesión. Los representantes suecos manifestaron que tenían apoyo financiero para albergar los próximos Juegos en Estocolmo. Además, acordaron con el Comité Olímpico alemán que la próxima edición se llevaría a cabo en Berlín. Pierre de Coubertin habló en la reunión sobre sus temores de que se repitieran los problemas que tuvo Italia en la organización de los Juegos previos, los cuales fueron celebrados finalmente en Londres. Por ello, pidió a Suecia que intentase llevar a cabo la correcta disposición del evento. Además, expresó su deseo de que «los Juegos deberían conocerse únicamente por lo atlético; deberían ser más dignos, discretos e íntimos; tendrían que estar más en concordancia con los requisitos clásicos y artísticos; y, sobre todo, deberían ser más baratos». Finalmente, Estocolmo fue elegida como ciudad sede de los Juegos Olímpicos de 1912 ya que no hubo ninguna otra candidatura.

## Organización

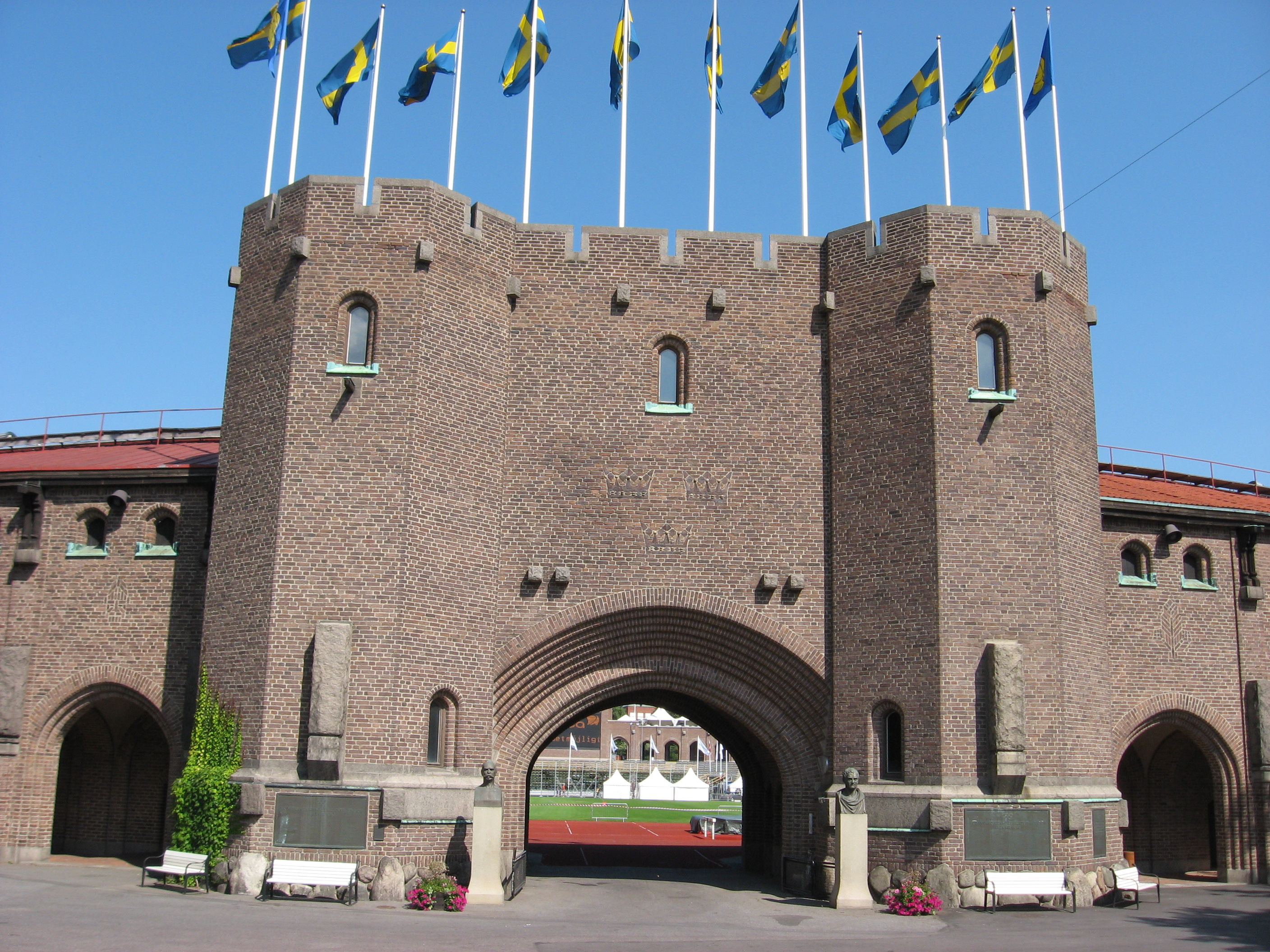
La entrada principal del estadio Olímpico de Estocolmo, que fue construido como sede para esta edición de los Juegos Olímpicos.

El anuncio de que Suecia albergaría unos Juegos Olímpicos fue recibido con gran entusiasmo en el país europeo. El comité organizador hizo caso de las palabras pronunciadas por Coubertin y se propuso no repetir los fallos que se habían producido en las ediciones anteriores. Los miembros de dicho comité se nombraron en otoño de 1909: Balck fue elegido presidente y el rey Gustavo V, presidente honorífico. La primera reunión se llevó a cabo el 7 de octubre de ese mismo año, en la que delegaron la preparación de los eventos a los organismos gobernantes de Suecia. Sin embargo, la organización de las competiciones de tiro, pentatlón moderno y ascenso de montaña quedó en manos del COI, mientras que la de equitación fue organizada por el príncipe Carlos, que era el inspector de la caballería sueca. En total, había 187 miembros de estos comités.
Se llegó a un acuerdo para que los participantes pudieran usar los trenes con un descuento en el precio de los billetes.  Además, se comenzó a publicar un periódico dedicado exclusivamente a los Juegos, editado tanto en sueco como en inglés. Adicionalmente, se organizaron actividades —como conciertos— y se abrieron establecimientos —como restaurantes— para entretener al público mientras no estuviese atendiendo a ningún evento.

### Sedes
| Sede                          | Deportes                                                                          | Capacidad | Ref.          |
| ----------------------------- | --------------------------------------------------------------------------------- | --------- | ------------- |
| Barkarby                      | Pentatlón moderno                                                                 | Sin datos | [ 12 ] [ 13 ] |
| Djurgårdsbrunnsviken          | Saltos, pentatlón moderno, remo, natación y waterpolo                             | Sin datos | [ 14 ] [ 15 ] |
| Fältrittklubben               | Equitación                                                                        | Sin datos | [ 14 ]        |
| Kaknäs                        | Pentatlón moderno                                                                 | Sin datos | [ 16 ]        |
| Liljeholmen                   | Ciclismo y equitación                                                             | Sin datos | [ 17 ] [ 18 ] |
| Lindarängsvägen               | Equitación                                                                        | Sin datos | [ 19 ]        |
| Mälaren                       | Ciclismo                                                                          | Sin datos | [ 20 ]        |
| Nynäshamn                     | Vela                                                                              | Sin datos | [ 20 ]        |
| Östermalm                     | Equitación, esgrima, pentatlón moderno y tenis                                    | Sin datos | [ 21 ]        |
| Råsunda Stadium               | Fútbol y tiro                                                                     | Sin datos | [ 14 ]        |
| Estadio Olímpico de Estocolmo | Atletismo, equitación, fútbol, gimnasia, pentatlón moderno, tira y afloja y lucha | 33 000    | [ 22 ] [ 23 ] |
| Traneberg                     | Fútbol                                                                            | Sin datos | [ 14 ]        |

## Deportes
El programa olímpico comprendía 14 deportes (saltos de natación y waterpolo se incluyen junto a natación, como deportes acuáticos), con 102 pruebas, además de la competición de arte.
Desaparecieron del programa olímpico el boxeo, prohibido en Suecia y el ciclismo en pista, aunque se corrió la prueba de ruta, también se pretendió eliminar la prueba del maratón, pero el Comité Olímpico Internacional se negó, aduciendo que era la prueba atlética más emblemática. 

### Deportes oficiales
- Atletismo (30)
- Ciclismo en ruta (2)
- Ecuestre
  -  Concurso completo (2)
  -  Doma clásica (1)
  -  Salto ecuestre (2)
- Esgrima (5)
- Fútbol (1)
- Gimnasia artística (4)
- Lucha grecorromana (5)
- Natación (9)
- Pentatlón moderno (nuevo) (1)
- Remo (4)
- Saltos (4)
- Tenis (8)
- Tira y afloja (1)
- Tiro (17)
- Vela (4)
- Waterpolo (1)

### Deportes de exhibición
- Béisbol (1)
- Glima (1)

### Otras competiciones
- Arte (5)

## Países participantes

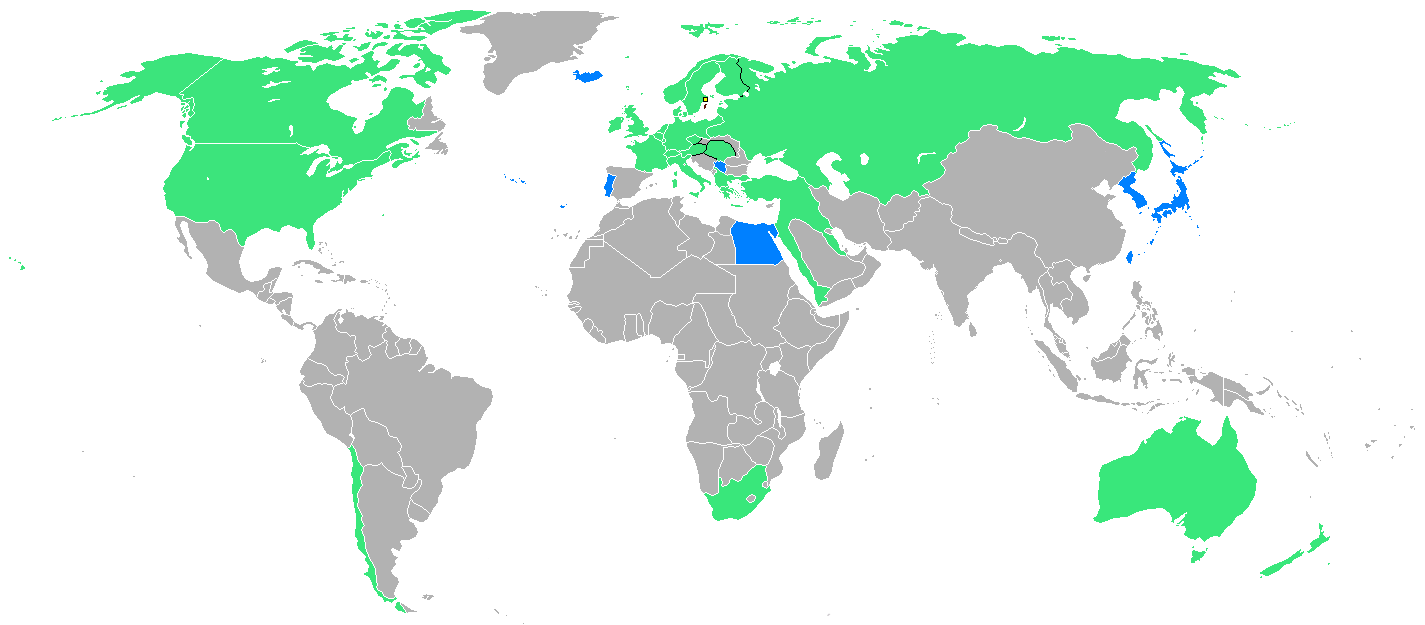
Mapa del mundo mostrando los participantes.
Leyenda:
Verde para los países que no debutaban.
Azul para los países que participaban por primera vez.

Para esta edición de los Juegos Olímpicos, se inscribieron un total de 2407 atletas pertenecientes a 28 federaciones nacionales afililiadas al Comité Olímpico Internacional —a excepción de Arnold Jackson, que participó por su cuenta—. Japón hizo su primera aparición, que suponía también la primera de un país asiático en los Juegos Olímpicos. Además, también fue la primera participación de Egipto, Islandia, Portugal y Serbia. Chile también hizo su primera aparición como equipo nacional, a pesar de que un atleta chileno ya lo había hecho individualmente en los Juegos Olímpicos de 1896, celebrados en Atenas.
| Lista de naciones participantes (cantidad de atletas) | Lista de naciones participantes (cantidad de atletas) | Lista de naciones participantes (cantidad de atletas) | |
| --- | --- | --- | --- |
| \| - Alemania (GER) (187) - Australasia (ANZ) (26) - Austria (AUT) (11) - Bélgica (BEL) (33) - Bohemia (BOH) (39) - Canadá (CAN) (36) - Chile (CHI) (14) \| - Dinamarca (DEN) (152) - Egipto (EGY) (1) - Estados Unidos (USA) (174) - Finlandia (FIN) (164) - Francia (FRA) (112) - Grecia (GRE) (22) - Hungría (HUN) (119) \| - Imperio otomano (OTO) (2) - Islandia (ISL) (2) - Italia (ITA) (68) - Japón (JPN) (2) - Luxemburgo (LUX) (21) - Noruega (NOR) (191) - Países Bajos (NED) (33) \| - Portugal (POR) (6) - Reino Unido (GBR) (279) - Rusia (RUS) (159) - Serbia (SRB) (2) - Sudáfrica (RSA) (21) - Suecia (SWE) (444) - Suiza (SUI) (7) \| | | | |
| - Alemania (GER) (187) - Australasia (ANZ) (26) - Austria (AUT) (11) - Bélgica (BEL) (33) - Bohemia (BOH) (39) - Canadá (CAN) (36) - Chile (CHI) (14) | - Dinamarca (DEN) (152) - Egipto (EGY) (1) - Estados Unidos (USA) (174) - Finlandia (FIN) (164) - Francia (FRA) (112) - Grecia (GRE) (22) - Hungría (HUN) (119) | - Imperio otomano (OTO) (2) - Islandia (ISL) (2) - Italia (ITA) (68) - Japón (JPN) (2) - Luxemburgo (LUX) (21) - Noruega (NOR) (191) - Países Bajos (NED) (33) | - Portugal (POR) (6) - Reino Unido (GBR) (279) - Rusia (RUS) (159) - Serbia (SRB) (2) - Sudáfrica (RSA) (21) - Suecia (SWE) (444) - Suiza (SUI) (7) |

## Desarrollo

### Ceremonia de apertura

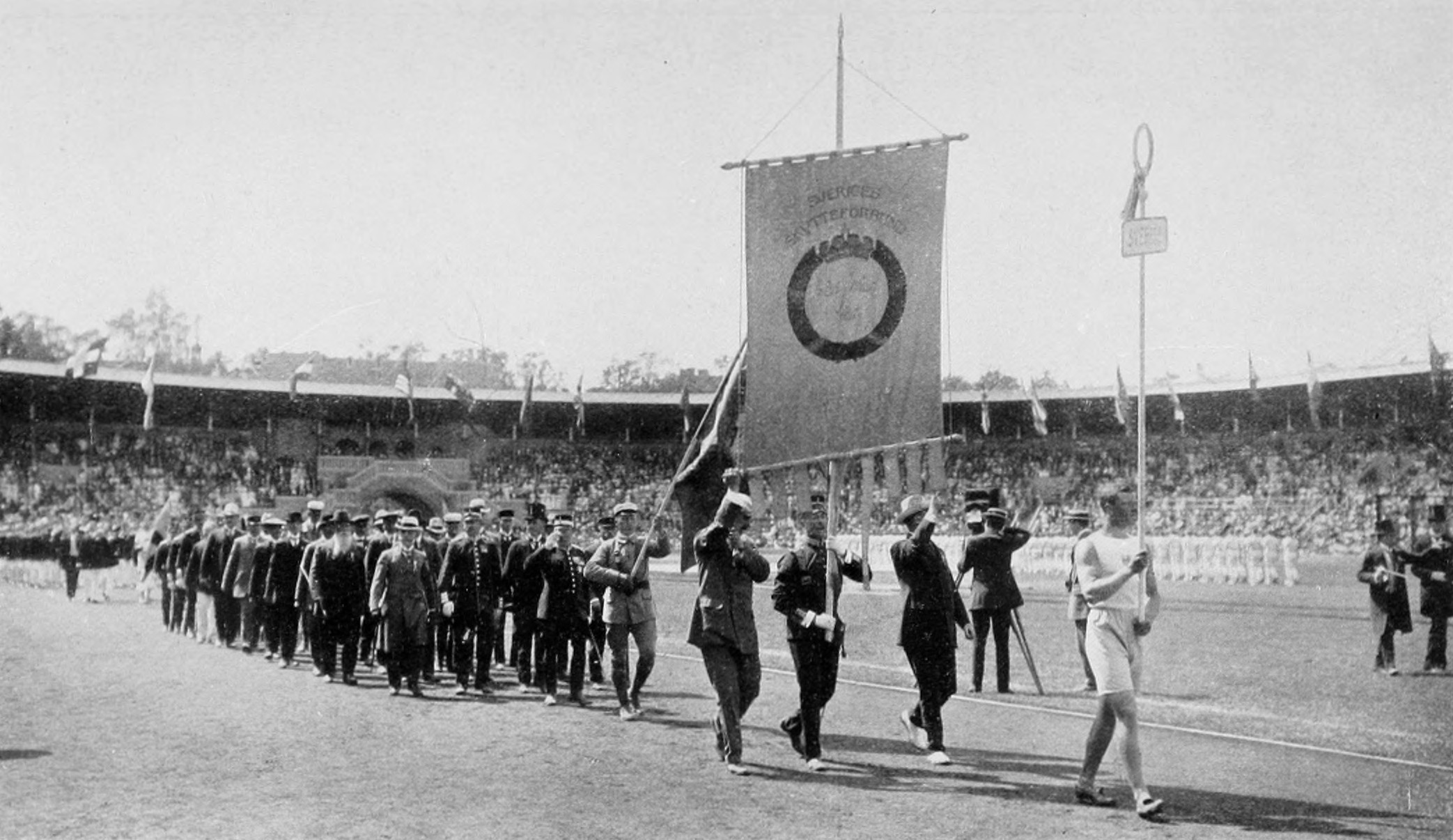
El conjunto sueco durante la ceremonia.

La ceremonia de apertura se llevó a cabo el 6 de julio de 1912. La Familia Real Sueca abandonó el Palacio de Estocolmo a las 10:40 y fue recibida por miembros del COI en el estadio olímpico. Los atletas participantes, que se habían reunido en el estadio próximo de Östermalm, comenzaron a entrar al estadio agrupados por naciones ordenadas, a su vez, en orden alfabético según el idioma sueco. El conjunto local fue el último y, en contra de la tradición, el griego no fue el primero.
Tras el desfile, fue interpretado el himno nacional de Suecia. Además, se entonó un canto popular y se leyeron las oraciones, primero en sueco y después en inglés. El príncipe Gustavo VI Adolfo dio la palabra al rey en nombre del Comité Olímpico nacional. A continuación, el rey declaró los Juegos oficialmente inaugurados mediante un discurso:

Es un orgullo que los suecos veamos atletas de todos los lugares del mundo reunidos aquí, junto a nosotros. Es un honor para Suecia que Estocolmo haya sido elegida como sede de los Juegos de la V Olimpiada. Por ello, os pido a todos vosotros, atletas y amigos de ellos, la más cordial bienvenida para todas las naciones. Es posible que el deseo de que estas competiciones se conviertan en un medio para promover la salud física y el desarrollo de cada pueblo se haga realidad. Con estas palabras, declaro los Juegos Olímpicos de Estocolmo inaugurados.
Gustavo V de Suecia

#### Atletismo

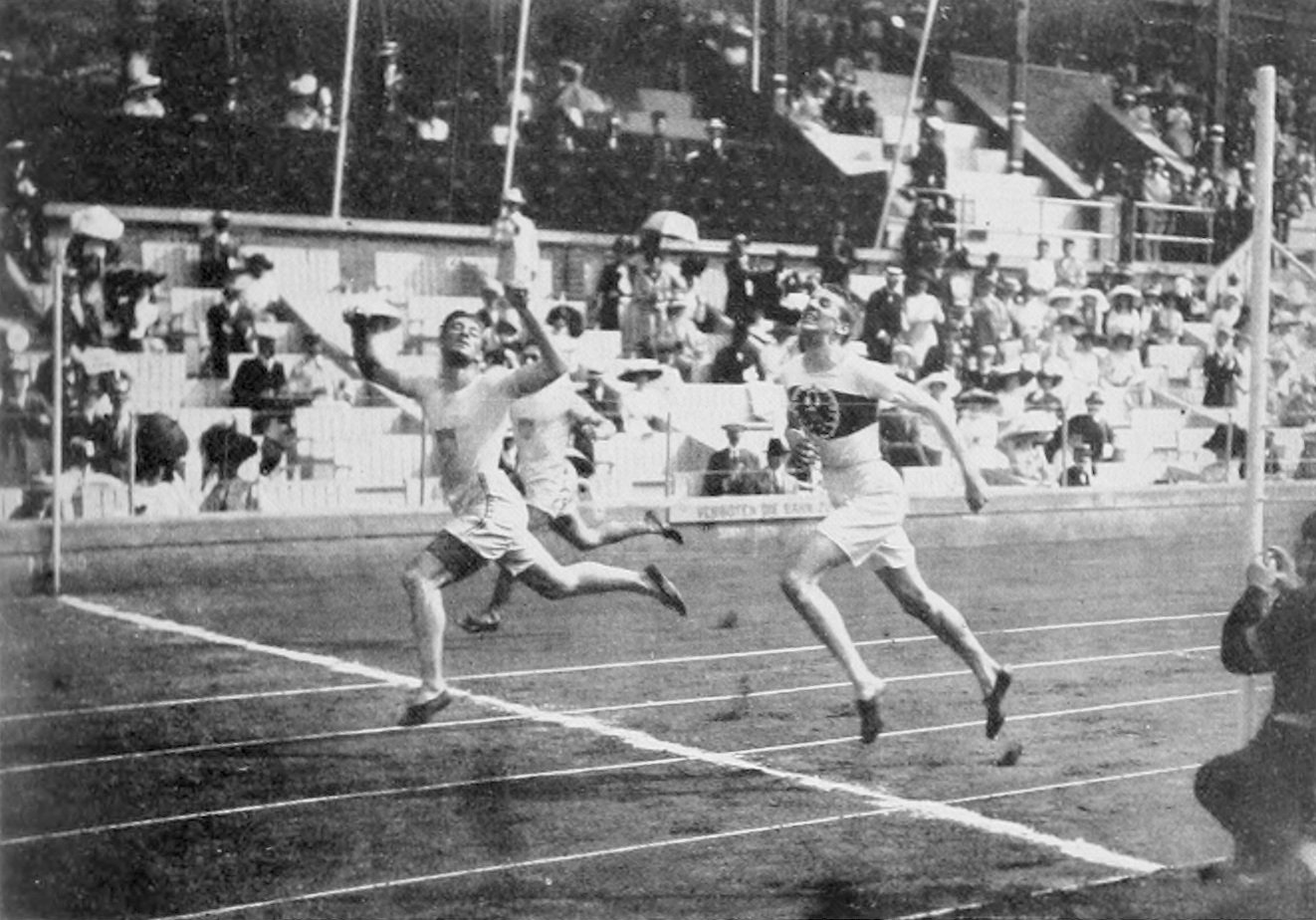
Llegada de la final masculina de los 200 metros lisos.

#### Ecuestre

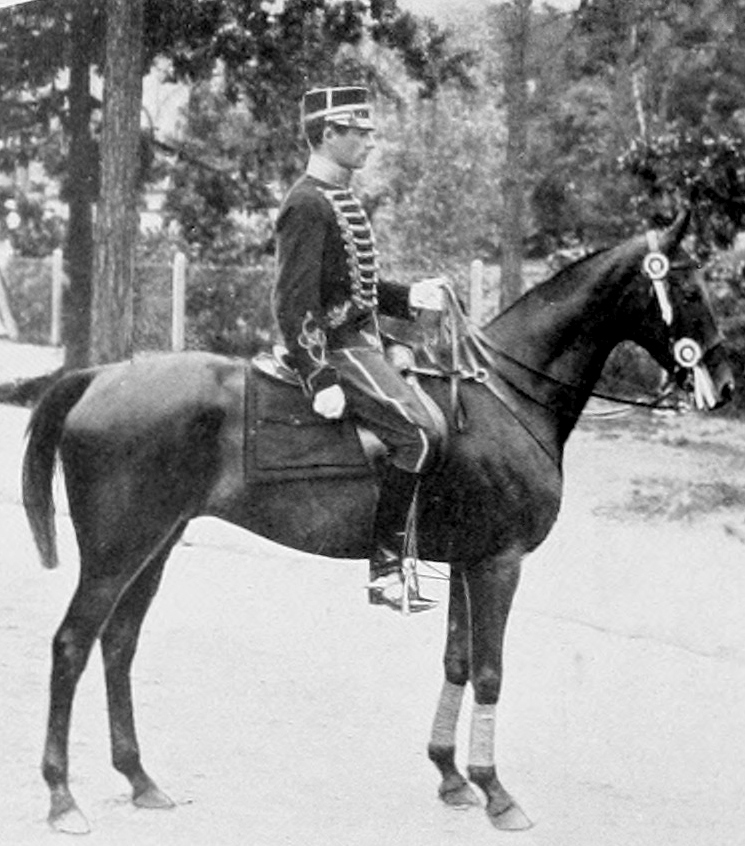
Axel Nordlander, ganador de dos medallas de oro.

### Deportes

#### Fútbol

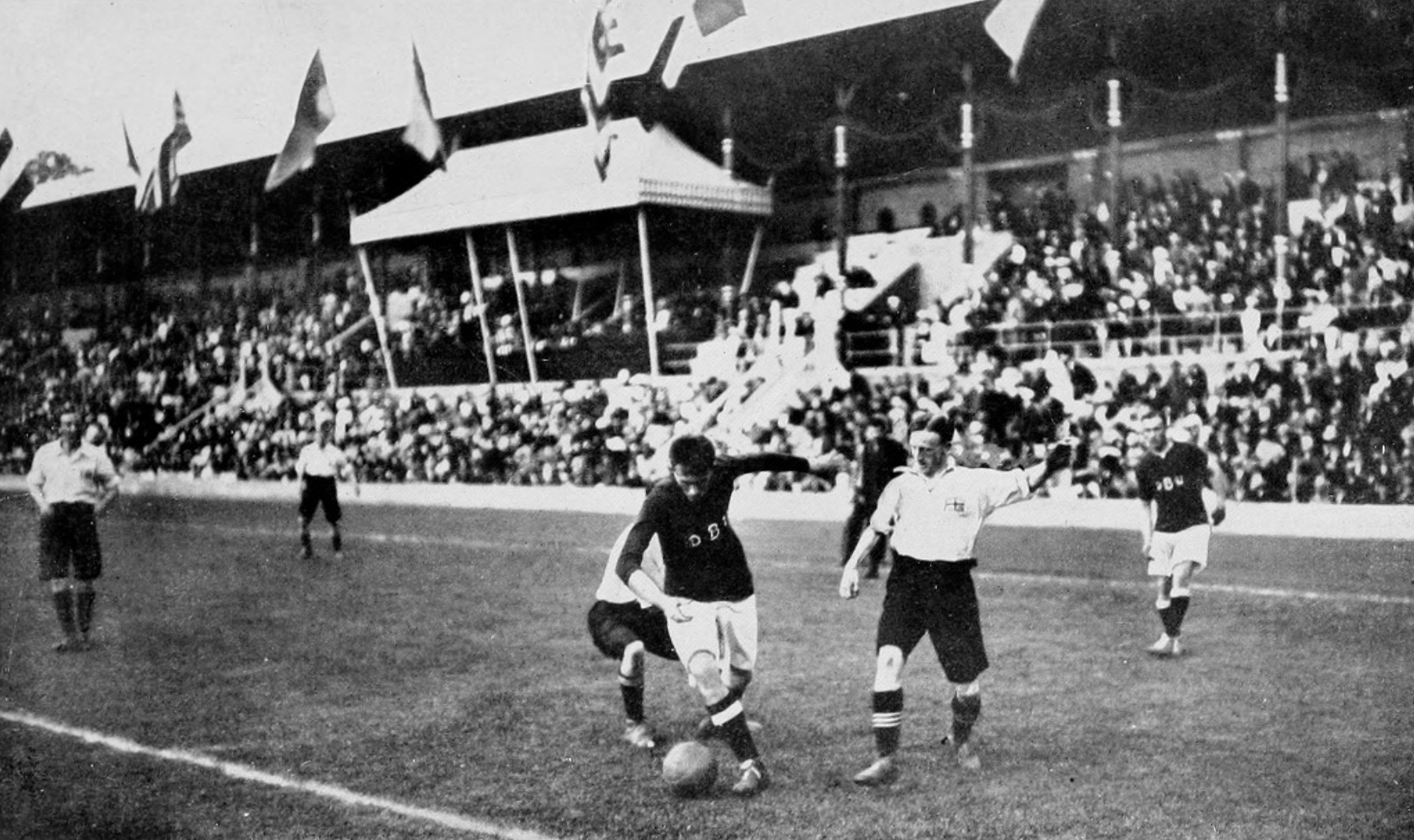
Final del torneo, que enfrentó a los combinados del Reino Unido y Dinamarca.

Trece países decidieron introducir un equipo de fútbol en el torneo. Se implementó un sistema de competición estándar, en el que la final decidiría tanto la medalla de oro como la de plata, mientras que la de bronce sería para el ganador del partido por el tercer y cuarto puesto. Solo se permitió participar a las selecciones afiliadas a la FIFA. El sorteo de los cruces se llevó a cabo el 18 de junio de 1911.
El torneo comenzó el 29 de julio de 1912. En la primera ronda Finlandia eliminó a Italia tras ganarle por 3-2, mientras que Austria y los Países Bajos hicieron lo propio en sus partidos contra Alemania (5-1) y Suecia (4-3), respectivamente. El combinado británico, ganador de la medalla de oro en los anteriores Juegos, consiguió un pase directo para la siguiente ronda, en la que ganó a Hungría por 7 a 0. Finlandia también ganó su partido, en este caso contra Rusia. Dinamarca igualó el resultado conseguido por el Reino Unido en el partido contra Hungría y los Países Bajos se impusieron sobre Austria por 3-1.
Las semifinales enfrentaron a Reino Unido contra Finlandia y a Dinamarca contra los Países Bajos. Tanto el conjunto británico, que se impuso por 4 a 0, como Dinamarca, que lo hizo por 4-1, avanzaron a la final. Por su parte, los Países Bajos y Finlandia disputaron el partido por la medalla de bronce, cuyo resultado final fue de 9-0 —el más amplio del torneo—. 
En ese mismo día, se disputó la final, en la que se decidiría el ganador de la medalla de oro. El Estadio Olímpico fue la sede del partido, que atrajo a un total de 25 000 espectadores. Los goles de Harold Walden, Arthur Berry y el doblete de Gordon Hoare dieron la victoria al Reino Unido por 4-2.

#### Lucha

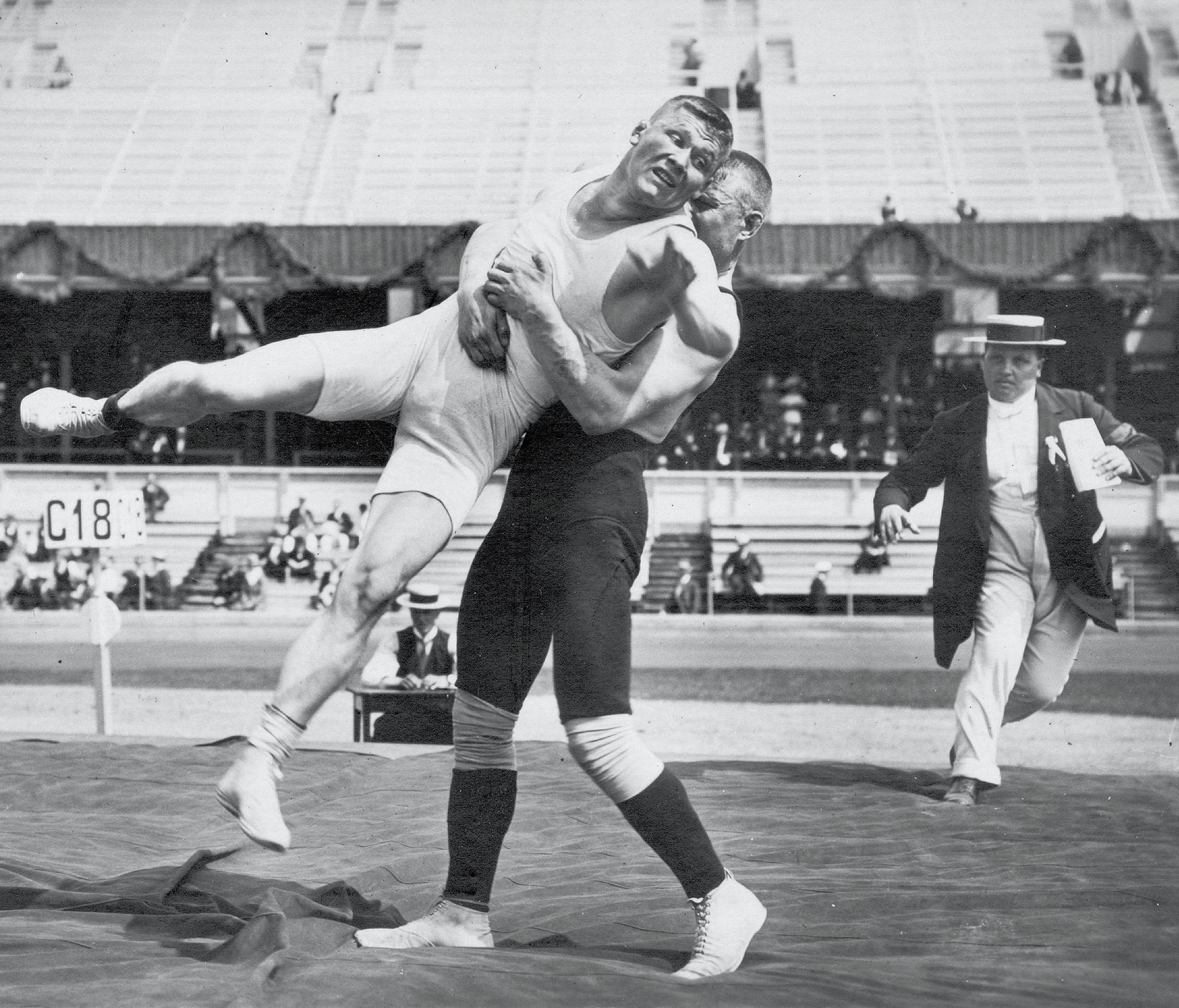
Martin Klein y Alfred Asikainen, que lucharon durante casi doce horas.

#### Tiro
Hubo dieciocho eventos de tiro durante estos Juegos Olímpicos, de los cuales ocho fueron por equipos. La competición fue dividida en tres modalidades: tiro con rifle militar, tiro con rifles pequeños, pistolas y revólveres, y tiro a objetivos de arcilla y ciervos. Suecia y los Estados Unidos se repartieron, prácticamente, todas las medallas de oro, con siete para cada uno. Sin embargo, el conjunto sueco consiguió un total de diecisiete, mientras que el estadounidense solo catorce. Oscar Swahn, que compitió por el equipo sueco, es hasta el momento el más anciano en conseguir una medalla de oro en unas Olimpiadas.

#### Vela

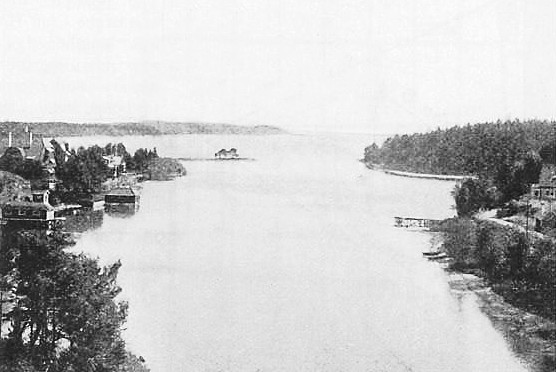
Vista de Nynäshamn, lugar en el que se disputaron las pruebas de esta modalidad.

### La controversia sobre Jim Thorpe

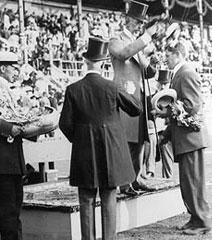
Jim Thorpe recibiendo una de sus medallas de oro.

Los juegos de Estocolmo contemplaron la notable actuación del estadounidense Jim Thorpe, llamado el gigante indio de Carlisle, cuyo verdadero nombre era Wha-Tho-Huk o Sendero Brillante, ganador de las pruebas de decatlón y pentatlón. Desafortunadamente para Thorpe una foto apareció en un periódico sensacionalista y en ella se ve la formación de un equipo profesional de béisbol, concretamente del Estado de Carolina del Norte, apareciendo Thorpe entre los jugadores. Se descubrió que cobraba un sueldo de 70 dólares al mes. 
Bajo la acusación de "profesionalismo" fue sancionado, despojándosele de sus títulos olímpicos, y se entregaron sus medallas a los atletas que habían quedado en segunda posición; éstos a su vez renunciaron a ellas como gesto de admiración hacia el atleta estadounidense. El atleta no superó jamás esta pérdida. Hasta su muerte en 1952 estuvo reclamando el reconocimiento de sus títulos olímpicos, logrados según él con legitimidad. Este reconocimiento le llegó 30 años después de su muerte en los Juegos Olímpicos de Los Ángeles 1984 cuando sus nietos y herederos recibieron de Juan Antonio Samaranch las dos medallas que le habían sido retiradas. Su vida fue llevada al cine en el filme de 1951 Jim Thorpe -- All-American, protagonizado por Burt Lancaster.
El atleta estadounidense Jim Thorpe consiguió la medalla de oro en las pruebas de decatlón y pentatlón y fue reconocido como «el más grande atleta del mundo» por el rey Gustavo durante la entrega de una de esas medallas. A pesar de ello, en enero de 1913, meses después de que acabasen los Juegos Olímpicos, varios periódicos estadounidenses comenzaron a publicar reportajes —de los que no se sabe cuál fue el primero— acerca del atleta en los que se le acusaba de ser profesional. En el caso de que fuese cierto, Thorpe habría incumplido las normas que prohibían que los atletas que hubiesen recibido alguna remuneración por ejercer como profesores de educación física o por haber competido anteriormente de manera profesional.
Tras estas publicaciones, la Amateur Athletic Union —AAI— comenzó una investigación, de la cual James E. Sullivan fue elegido director. Thorpe escribió una carta a Sullivan en la que admitía haber jugado al béisbol profesionalmente y en la que pedía ser perdonado por ello. Pese a que el jugador había recibido como máximo treinta y cinco dólares por semana, la AAI no hizo caso de la petición del deportista y decidió retirarle el estatus de amateur, lo que también pidió al COI. Ese mismo año, le fueron retiradas todas sus medallas.
En el año 1982, durante una reunión del Comité Ejecutivo del COI, Juan Antonio Samaranch propuso que se restauraran las medallas de Thorpe, lo que fue aceptado de manera unánime. Dado que el atleta había fallecido en el año 1953, las medallas conmemorativas fueron entregadas a sus hijos en una ceremonia celebrada en enero del año siguiente.

### Lo más destacado de los Juegos
- Entre los participantes de la competencia de pentatlón estaba el futuro general George S. Patton, quien obtuvo el quinto lugar de la competencia.

- Los estadounidenses dominaron las pruebas de atletismo consiguiendo en las pruebas de 100, 800, 110 metros vallas y lanzamiento de martillo.

- El equipo sueco tuvo una gran actuación gracias a la labor de su entrenador Ernie Hjertberg. Este había regresado de los Estados Unidos para hacerse cargo de los atletas de su país, poniendo en práctica las técnicas de entrenamiento que había aprendido allí.

- Hasta estos Juegos la prueba de maratón la habían ganado atletas de corta estatura, en Estocolmo por primera vez la victoria es para un hombre de gran estatura K.K. McArthur, un policía montado de Sudáfrica.

- Los temores de la organización sueca sobre la dureza de la prueba de la maratón no eran infundadas y aunque se le exigió a los corredores un certificado médico para poder participar, ocurrió una desgracia. El portugués Francisco Lázaro murió en plena carrera debido al intenso calor. Se organizó una colecta para sus familiares.

- En la misma maratón el corredor japonés Shizo Kanakuri desapareció de la competencia y no se volvió a saber de él hasta 1966, cuando fue ubicado y entrevistado por la Televisión sueca. Su explicación fue que se había detenido a beber agua y luego decidió abandonar la maratón y Suecia sin avisar a los organizadores.

- En lucha, el ruso Klein y el finlandés Asikainen protagonizaron un combate que duró once horas. Los finlandeses ganaron tres de los cinco títulos que se disputaron.

- En fútbol la medalla de oro fue para Gran Bretaña, la de plata para Dinamarca y la de bronce para Países Bajos.

- En estos Juegos aparece el primero de los "Finlandeses voladores". Hannes Kolehmainen, fue el corredor más destacado hasta entonces, logrando la victoria en las pruebas de 5000, 10 000 y la carrera de campo a través de 8000 metros. Ocho años después, en los primeros juegos celebrados después de la I Guerra Mundial, en los Juegos Olímpicos de Amberes 1920 sorprendió a todos ganando la prueba de la maratón.

## Galardones

### Medallas
Las medallas que se entregaron durante los Juegos Olímpicos fueron diseñadas por Bertram Mackennal y Erik Lindberg. Cada una tenía un diámetro de 33,4 mm y un grosor de 1,5 mm. En cuanto al material con el que se fabricaron, esta fue la última edición en la que las medallas habían sido fabricadas totalmente con oro puro. En la cara posterior se mostraba a un heraldo inaugurando las olimpiadas, mientras que en el reverso se podía apreciar la imagen del gimnasta sueco Pehr Henrik Ling.

#### Medallero
| Núm. | País                 | Oro | Plata | Bronce | Total |
| ---- | -------------------- | --- | ----- | ------ | ----- |
| 1    | Estados Unidos (USA) | 25  | 19    | 19     | 63    |
| 2    | Suecia (SWE)         | 24  | 24    | 17     | 65    |
| 3    | Reino Unido (GBR)    | 10  | 15    | 16     | 41    |
| 4    | Finlandia (FIN)      | 9   | 8     | 9      | 26    |
| 5    | Francia (FRA)        | 7   | 4     | 3      | 14    |
| 6    | Alemania (GER)       | 5   | 13    | 7      | 25    |
| 7    | Sudáfrica (RSA)      | 4   | 2     | 0      | 6     |
| 8    | Noruega (NOR)        | 4   | 1     | 4      | 9     |
| 9    | Canadá (CAN)         | 3   | 2     | 3      | 8     |
| 9    | Hungría (HUN)        | 3   | 2     | 3      | 8     |

#### Máximos medallistas
| Atleta                 | País           | Deporte   | Gold | Silber | Bronze | Total |
| Vilhelm Carlberg       | Suecia         | Tiro      | 3    | 2      | 0      | 5     |
| Hannes Kolehmainen     | Finlandia      | Atletismo | 3    | 1      | 0      | 4     |
| Alfred Lane            | Estados Unidos | Tiro      | 2    | 2      | 0      | 4     |
| Eric Carlberg          | Suecia         | Tiro      | 2    | 2      | 0      | 4     |
| Johan Hübner von Holst | Suecia         | Tiro      | 2    | 1      | 1      | 4     |

### Diplomas
Además de las medallas, se acordó que se entregaría un diploma olímpico a aquellos deportistas que consiguiesen una medalla de oro. Asimismo, a aquellos participantes cuya actuación en los Juegos fuera reconocida como meritoria según la organización, también se les entregaría un diploma. El diseño de estos galardones se encargó a Olle Hjortzberg que, en marzo de 1912, presentó una serie de propuestas diferentes. El Comité Olímpico sueco fue el encargado de elegir uno entre todos ellos y, en el que finalmente resultó elegido, se podía apreciar a la diosa griega Atenea. Detrás de ella estaba el estadio Olímpico de Estocolmo.